# Wild kattenkruid
Wild kattenkruid (Nepeta cataria) is een enigszins naar munt ruikende, vaste plant die behoort tot de lipbloemenfamilie (Labiatae of Lamiaceae). De plant komt voor op droge, kalk- en stikstofrijke grond tussen struiken en ruigten. De plant komt van nature voor in Zuid-Europa, Azië en Afrika. De soort staat op de Nederlandse Rode lijst van planten als zeldzaam en matig in aantal afgenomen.
De plant wordt 45-100 cm hoog. De vierkantige, holle stengel is tot aan de voet viltig behaard. De 3-7 cm lange gekartelde tot getande bladeren zijn eirond en hebben een hartvormige voet. De onderkant van de bladeren is viltig behaard en op de bovenkant zitten klierharen.
Wild kattenkruid bloeit van juni tot september met witachtige bloemen die van binnen rood gestippeld zijn. De bloeiwijze is schijnkrans.
De vrucht is een vierdelige splitvrucht. De bruin, ovale zaden zijn 1 × 1,5 mm groot en blijven tot vijf jaar kiemkrachtig. Aan een kant zijn de zaden glad en aan de andere kant zit een in de lengterichting lopende verdieping. Op de onderkant zit een witte vlek.
De in deze plant aanwezige stof nepetalacton heeft een opmerkelijke invloed op katten.

## Cultivar
De cultivar Nepeta cataria 'Citriodora' ruikt naar citroen en kan op dezelfde manier als citroenmelisse gebruikt worden als smaakmaker en het zetten van thee.

## Inhoudsstoffen
Wild kattenkruid bevat 0,2 tot 0,7% etherische olie, dat voornamelijk bestaat uit α- en β-nepetalacton (10-95% van de olie), nepetalzuur (10-85% van de olie), epinepetalacton (1-28% van de olie), citronellol, geraniol en α- en β-citral. In kleine hoeveelheden komen ook kamfer, thymol, carvacrol, citronellal, nerol, humuleen, caryophylleen, farneseen, myrceen, piperiton en pulegon voor.

## Ecologie
De soort geldt als waardplant voor de rups van het muntvlindertje.